# 처녀이끼과
처녀이끼과(Hymenophyllaceae)는 2개 또는 그 이상의 속으로 이루어진 양치식물 과로, 약 600종 이상을 포함하고 있다. 아광역분포를 보이지만, 일반적으로는 폭포 또는 샘의 물보라 때문에 젖은 아주 축축한 장소에서 제한적으로 분포한다. 최근에 발견된 처녀이끼과 화석을 통해서 이 양치식물이 적어도 트라이아스기 후기부터 존재했던 것으로 추정하고 있다.

## 하위 속
- 처녀이끼군 (hymenophylloid)
  - 처녀이끼속 (Hymenophyllum) Sm. 1793 – 약 250종
- "trichomanoid"
  - Didymoglossum Desv. 1827 – 30종 이상
  - 괴불이끼속 (Crepidomanes) (C.Presl) C.Presl 1849 – 30종 이상
  - Polyphlebium Copel. 1938 – 약 15종
  - Vandenboschia Copel. 1938 – 15종 이상
  - Abrodictyum C.Presl 1843 – 약 25종
  - Trichomanes L. 1753 – 60종 이상
  - Cephalomanes C.Presl 1843 – 약 4종
  - Callistopteris Copel. 1938 – 약 5종